# Garibaldi Franceschi
Garibaldi Franceschi (Modena, 11 novembre 1897 – Castagnevizza, 23 maggio 1917) è stato un militare italiano, decorato di medaglia d'oro al valor militare alla memoria nel corso della prima guerra mondiale.

## Biografia
Nacque a Modena l'11 novembre 1897, figlio di Enrico e Zaira Savi. Figlio di un ufficiale superiore del Regio Esercito, compì gli studi presso l'Istituto tecnico di Livorno. Fervente interventista, all'atto dell'entrata in guerra del Regno d'Italia, avvenuta il 24 maggio 1915, lasciò gli studi e si arruolò nel battaglione volontari ciclisti, svolgendo compiti di vigilanza e difesa costiera ad Ancona. Nel marzo 1916 si arruolò volontario nell'esercito, raggiungendo il 3º Reggimento bersaglieri che si trovava in linea nel settore del basso Isonzo. Ammesso a frequentare il corso per allievi ufficiali di complemento, nel gennaio 1917 fu nominato aspirante ed assegnato in forza al 138º Reggimento fanteria della Brigata Barletta. Ottenne il comando di un neocostituito plotone di arditi del reggimento, distinguendosi per il coraggio dimostrato in alcune azioni, tanto da venire decorato di medaglia di bronzo al valor militare. Durante la decima battaglia dell'Isonzo, alla ripresta dell'offensiva per la conquista del caposaldo di Castagnevizza, difeso da nuclei ben posizionati di mitragliatrici, appena ne ricevette l'ordine si lanciò all'attacco alla testa dei suoi uomini portando con sé, ripiegata sul petto, una piccola bandiera tricolore che intendeva piantare all'atto della conquista del villaggio. Ferito una prima volta, continuò ad avanzare e, ferito per la seconda volta ad una gamba, riuscì ad arrivare alle case diroccate del villaggio. Mentre piantava la bandiera italiana sui ruderi della chiesa fu colpito a morte da una raffica di mitragliatrice.
Fu promosso postumo al grado di sottotenente e, con "motu proprio" di re Vittorio Emanuele III, il 10 settembre 1917 fu insignito della medaglia d'oro al valor militare alla memoria.